# Ikuma squamata
Ikuma squamata is een spinnensoort uit de familie Palpimanidae. De soort komt voor in Namibië.